# Stylonychia
Stylonychia es un género de cilióforos, de la clase Spirotrichea. Es muy común en agua dulce y el suelo, donde se encuentra sobre algas filamentosas, películas superficiales y entre las partículas de sedimento. También pueden encontrarse nadando sobre y por la vegetación en descomposición y la espuma flotante de los estanques. 
Como sus parientes, Stylonychia tiene cilios agrupados en membranelas junto a la boca y cirros sobre el cuerpo. Se distingue en parte por los largos cirros de la parte posterior, por lo general un grupo de tres. El más grande se puede ver con una ampliación de solo 25 aumentos, y el más pequeño se puede ver a una ampliación de 450. Son carnívoros y predan a otros protozoos y bacterias, como Urocentrum.

## Morfología

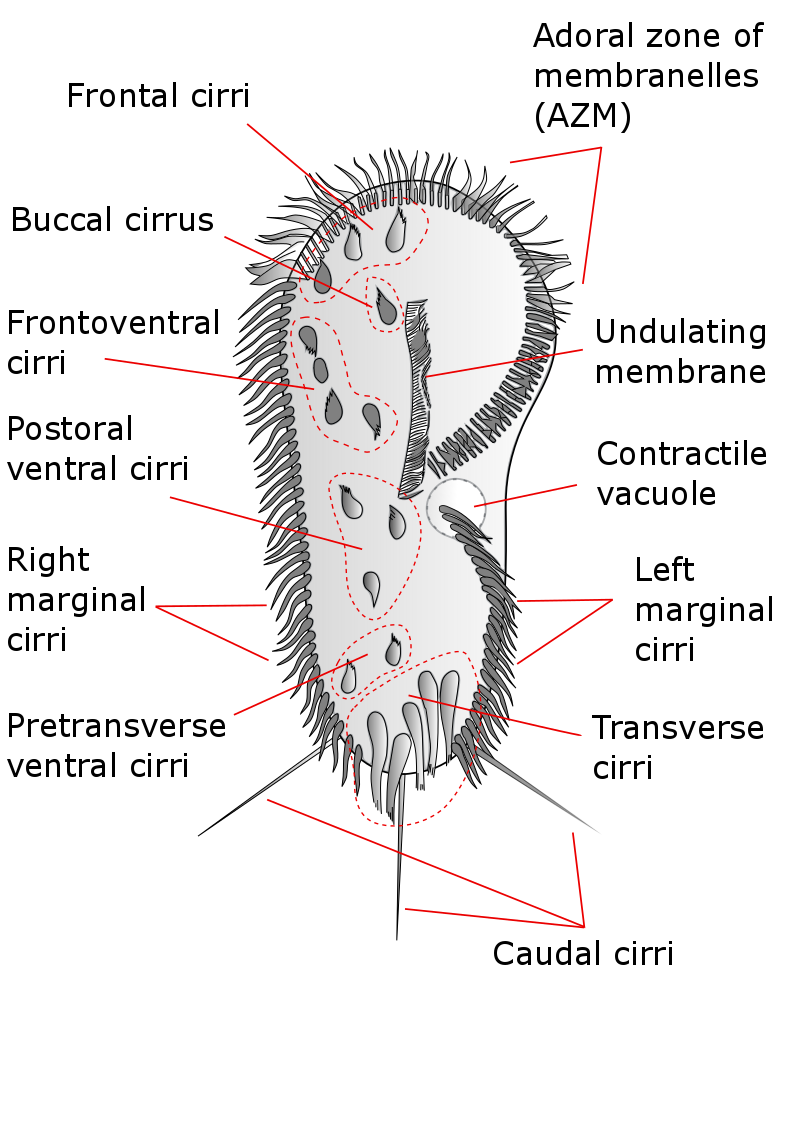
Morfología de Stylonychia mytilus

Las células de Stylonychia son aproximadamente de forma oval, inflexibles y aplanadas de atrás hacia delante.
Los cilios se agrupan en estructuras denominadas cirros, mechones de cilios unidos que funcionan juntos como una unidad. Los cirros en la superficie ventral de la célula pueden funcionar como patas, permitiendo al organismo caminar a lo largo de sustratos sólidos, como algas sumergidas, hojas o detritos.
Al igual que otros ciliados de la familia Oxytrichidae, Stylonychia tiene un grupo prominente de 18 cirros grandes en su superficie ventral, dispuestas en seis grupos más pequeños: frontal, bucal, frontoventral, postoral, pretransversal y transversal.  La región alrededor de la boca de la célula (citostome) está parcialmente rodeada por una serie de cilios compuestos que forman las membranelas de la zona adoral. Esta estructura, que se asemeja al cuello y la solapa de una chaqueta, se utiliza principalmente para hacer circular el agua y cepillar las partículas de alimento en la boca de la célula del organismo. En el lado derecho del área oral hay dos membranas ondulantes, delicadas estructuras parecidas a bufandas formadas por cilios fusionados. En la parte posterior de la célula hay tres cirros caudales largos y rígidos, unidos al cuerpo en el borde inferior de su superficie dorsal.

Stylonychia mytilus, "caminando" con sus cirros.
- Stylonychia comiendo (formación de una vacuola).
- Stylonychiadesarrollando una segunda boca (estomatogénesis, antes de la división celular).